# Basquash!
Basquash! (japanisch バスカッシュ!) ist eine Anime-Fernsehserie, die unter der Regie von Shin Itagaki entstand und seit dem 2. April 2009 im japanischen Fernsehen gezeigt wird.

## Handlung
In einer fernen Galaxie existiert ein Planet der Earthdash genannt wird und in dessen Umlaufbahn sich ein riesiger Mond befindet, auf dem die höhere Gesellschaft in der Stadt Mooneyes leben soll, während das Leben auf dem Planeten recht ärmlich ist und die gesamte Landschaft ein riesiges Slum darstellt. So träumt jeder davon, einmal in dieser glitzernden Welt mit fortschrittlicher Versorgung leben zu können. Auf der unteren Welt haben sich unterdessen große, bemannte, von Menschen gesteuerte Roboter durchgesetzt, die die täglichen schweren Arbeiten verrichten, gleichzeitig aber auch der Polizei dienlich sind und in Basketballspielen gegeneinander antreten. Protagonist Dan JD sind diese Roboter, die Bigfoots genannt werden, jedoch eine Plage. Nicht nur, dass seine Schwester Coco von einem in ihrer Kindheit schwer an den Beinen verletzt wurde, sodass sie nun im Rollstuhl sitzen muss – sie spielen auch in der einzigen Liga für Basketball, an der gute menschliche Spieler nicht teilnehmen können, da sie schlicht zu klein sind. Gleichzeitig werden die Spiele auf allen Fernsehern der Stadt übertragen, um die Bevölkerung genügsam zu stimmen.
Dan nutzt die Gelegenheit, mit seiner Gang auf Streifzüge zu gehen, bei denen er versucht, möglichst viele Fernseher zu zerstören. Während er von den Ordnungshütern auf seinem Skateboard verfolgt wird, plündern die anderen die zerstörten Fernseher, um die Teile anschließend an einen Dealer zu verscherbeln. So kommen sie zu Geld und Dan beruhigt gleichzeitig sein Gewissen damit, die Liga größtmöglich zu schädigen. Bei seinen Aktionen trägt er eine Maske und hat sich als Dunk Mask einen Namen von weitreichendem Ruf geschaffen. Seine Maske hingegen ist ein lebendes Tier mit dem Namen Spanky, das sowohl sprechen kann als auch unersättlich zu sein scheint, da es zugleich das neue Geschenk von Dan für Coco verspeist als sie es ablehnt – obwohl es sich dabei um einen Artgenossen handelt.
Frustriert bei einer einsamen Runde Basketball trifft er auf Miyuki Ayukawa, die ihn dazu überredet, selbst einen von ihr und ihrem Großvater gebauten Bigfoot zu steuern. Er kann sich sehr schnell dafür begeistern und hetzt das Gefährt solange, bis es beim Anbruch des nächsten Morgen in seine Teile zerfällt. Ohne auf weitere Hintergründe einzugehen, bekommt er von ihr drei Eintrittskarten zu einem der Spiele geschenkt. Hier läuft er auch erstmals Sela D Miranda über dem Weg, die kühle Getränke verkauft und ihn zusammen mit seiner Gang als niedere Geschöpfe abstempelt. Beim Anblick des Spiels ist er jedoch stark frustriert. Die gesamte Veranstaltung gleicht eher einem Murmelspiel, welches für die Fernsehübertragungen so stark aufgewertet wird, dass es nach extremer Action aussieht. Bei seinem Wutausbruch wird er von Spanky gestoppt und wacht einige Zeit später wieder auf, als Miyuki das Stadion betreten hat. Sich wieder an seine gemeinsame Kindheit mit Miyuki erinnernd, rennen beide nach draußen. Den von Miyuki reparierten und ihm zur Verfügung gestellten Bigfoot nutzt er zugleich um als ungebetener Gast eine große Show hinzulegen. Bei dieser verfällt das ganze Publikum inkl. Sela in volle Begeisterung, so dass das Stadion zusammenbricht. Dan wird schließlich von dem regulären Spieler Iceman Hotty gestoppt und landet im Gefängnis, wo er zu einer Freiheitsstrafe von einem Jahr verurteilt wird.
Am Tag seiner Freilassung stellt er fest, dass seine Art Basketball zu spielen sich wie ein Lauffeuer verbreitet hat und er zu einer Legende wurde. So stürzen sich seine Fans auf ihn und er hat zahlreiche Verehrer. Bei der Wohnung von Coco angekommen wird er von seiner Schwester schnell wieder auf den Boden der Tatsachen zurückgebracht. Mit seinem Ruhm erbte er nämlich nicht nur den Titel einer Legende, sondern auch eine legendäre Summe von Schulden, da ihm das zerstörte Stadion und die Ausfälle diverser Unternehmer in Rechnung gestellt wurden. So versucht Dan zunächst für Miyuki als „Bigfoot-Kurier“ zu arbeiten, muss aber schnell feststellen, das er starke Konkurrenz bekommen hat. So stellt unter anderen Sela D Miranda für ihn eine neue Rivalin dar, der er zunächst unterlegen ist. Bei ihrer Auseinandersetzung werden sie von einem unbekannten Dritten attackiert, dem es gelingt, die Bigfoots der beiden Rivalen stark zu beschädigen, ohne seine Identität preiszugeben.

## Charaktere
Dan JD (ダン・JD)
Er ist der Protagonist der Serie und ein leidenschaftlicher Basketballspieler, der von Theoron Martin als athletisch und zugleich wütend verrückt beschrieben wird. Dan hegt einen Groll gegen die als BFB bezeichnete Liga, in der nur Bigfoots spielen, da einer seine Schwester Coco in ihrer Kindheit schwer verletzte. Seitdem geht er als Dunk Mask bekannt geworden immer wieder auf Jagd auf jegliche Fernseher, welche die Spiele übertragen. Ihm steht dabei sein Haustier Spanky (スパンキー) zur Seite, welches sich auch in kleinere Kleidungsstücke, wie seine Maske, verwandeln kann. Seiner Taten nicht ganz bewusst wird er schließlich zu einer Legende.
Miyuki Ayukawa (ミユキ・アユカワ)
Als dunkelhäutige Schönheit soll Miyuki eine ähnliche Rolle wie Yōko Rittonā in Tengen Toppa Gurren-Lagann übernehmen. So bringt sie Dan mit ihrer großen Oberweite schnell in Verlegenheit und scheint sich ihrer freizügigen Art selbst nicht bewusst zu sein. Dies führt zu Situationen, die bewusst zweideutig ausgelegt sind und sie zu einer Figur machen, die für Fanservice-Einlagen genutzt wird.
Sela D Miranda (セラ・D・ミランダ)
Zunächst wird Miranda als Erdbewohnerin und Verkäuferin von kühlen Getränken im neu errichteten Stadion vorgestellt. Sie besitzt eine helle Hautfarbe und silberblondes Haar und trägt wie Dan auch ein Haustier mit sich herum, das auf den Namen Crawley (クローリー) hört und Ähnlichkeit mit einer weißen Schlange aufweist. Martin Theoron merkte an, dass sie sich für gutes Basketball so sehr begeistern könne, das sie ziemlich offensichtlich gleich in der ersten Folge einen Orgasmus bekommt, obgleich das Stadion um sie herum zusammenbricht. Auch in weiteren Folgen zeigt sie in gefährlichen Situationen dieses masochistische Verhalten.
Iceman Hotty (アイスマン・ホッティ)
Iceman ist ein ehemaliger Spieler der BFB, deren Liga nach der Störung durch Dan zusammenbrach. Analog zu Dan hasst er jedoch das sich entwickelnde Streetball, obwohl er es war, der Dan bei seinem Auftritt die Niederlage zufügte. Nach der Freilassung Dans macht er wie ein Choleriker Jagd auf andere Spieler, indem er sie mit Bällen so stark bewirft, dass ihre Bigfoots funktionsunfähig sind. Dabei nimmt er keinerlei Rücksicht auf Insassen, schindet aber bei Sela Eindruck, da es der einzige Mann zu sein scheint der ihr gewachsen zu sein scheint.
Ganz Bogard (ガンツ・ボガード)
Am Anfang der Handlung geht er zusammen mit Dan und Bel auf Raubzüge durch die Stadt, wobei er die von Dan zerstörten Fernseher ausschlachtet und diese gewinnbringend bei einem Dealer absetzt. Nach der Inhaftierung von Dan hat er sich kaum verändert, arbeitet jedoch nun für Miyuki als Mechaniker.
Bel Lindon (ベル・リンドン)
Der dicke Bel übernahm die Koordination der Raubzüge und gab die Anweisungen aus der Distanz, wobei er Massen von Essen in sich hineinstopft und von den anderen als zu dick oder fett beschrieben wird. Auch er arbeitet nach der Freilassung von Dan für Miyuki, übernimmt dort aber hauptsächlich die Planung und leichtere Hilfsarbeiten.
Sōichi Ayukawa (ソーイチ・アユカワ)
Er ist ein älterer Mann, der Großvater von Miyuki und ein ehemaliger Mondbewohner der freiwillig auf die Erde zurückkehrte. Wie Miyuki besitzt er ein großes Talent darin die Bigfoots zu reparieren, ist jedoch auch ziemlich starrköpfig. Wie viele andere Charaktere besitzt auch er als älterer Mann einen Fetisch, der sich bei ihm in einer Vorliebe für große Dinge äußert, wobei ihm da die großen Brüste von Haruka gerade recht kommen.
Haruka Gureishia (はるか・グレイシア)
Als Schuhdesignerin besitzt sie als reife Frau vom Mond neben ihren sehr ausgeprägten Brüsten auch eine extreme Form von Fuß- und Schuhfetischismus. So unterhält sie sich mit Vorliebe mit Füßen von Leuten und leitet aus deren Form die Charaktereigenschaften und Entscheidungen ihrer Gesprächspartner ab. Als Designerin soll sie in der Serie das Design der Schuhe der Bigfoots entworfen haben.

## Konzeption
Die Serie setzt verstärkt auf 3D-Computergrafik, die hauptsächlich zur Animation der Roboter und der Umgebung eingesetzt wird. So sind viele turbulente Kamerafahrten enthalten, in denen die Zeichentrickanimationen integriert wurden.

## Entstehung
Die Serie entstand im Animationsstudio Satelight und umfasst 26 Folgen. Die Hintergründe wurden vom Studio Hong Ying Animation gezeichnet, während Studios wie AIM Entertainment, Hanjin Animation, JM Animation, Studio Cockpit, Studio Live und WONWOO animation bei der Erstellung der Zwischenbilder herangezogen wurden. An der Produktion beteiligten sich die Unternehmen Dentsu, Mainichi Broadcasting System, Pony Canyon und natürlich Satelight selbst.

### Beteiligte
Basquash! entstand unter Leitung von Shōji Kawamori. Das Konzept und die Ideen zur Serie stammen von dem Japaner Shōji Kawamori und dem Franzosen Thomas Romain, der auch die Schlüsselbilder der Animationen zeichnete. Die Regie führte Shin Itagaki, der diese Position bereits zuvor in Serien wie Black Cat und Devil May Cry innehatte.

### Synchronisation
| Rolle          | japanischer Sprecher (Seiyū) |
| -------------- | ---------------------------- |
| Dan JD         | Hiro Shimono                 |
| Coco JD        | Kana Hanazawa                |
| Miyuki Ayukawa | Masumi Asano                 |
| Sela D Miranda | Shizuka Itō                  |
| Iceman Hotty   | Yūichi Nakamura              |
| Spanky         | Aya Endō                     |
| Rouge          | Haruka Tomatsu               |
| Ganz           | Kenjiro Tsuda                |
| Soichi Ayukawa | Masashi Hirose               |
| Citron         | Megumi Nakajima              |
| Flora Skybloom | Rie Kugimiya                 |
| Violet         | Saori Hayami                 |
| Crawly         | Yū Kobayashi                 |
| Bel            | Yumiko Kobayashi             |

### Musik
Die innerhalb der Serie verwendete Musik wurde von Kei Yoshikawa komponiert und arrangiert. Im Vorspann wurde der Titel nO limiT von Eclipse, einen Zusammenschluss von Haruka Tomatsu, Saori Hayami und Megumi Nakajima, verwendet. Der von Yu Yamada interpretierte Titel free fand seine Verwendung im Abspann des Animes.

## Veröffentlichungen
Bisher wird die Serie wöchentlich seit dem 2. April 2009 auf den Sendern MBS im Großraum Kinki und eine Stunde später auf RKB in der Präfektur Fukuoka übertragen. Weitere Sender wie TBC in der Präfektur Miyagi, TBS im Großraum Kantō, RCC in der Präfektur Hiroshima, RKK in der Präfektur Kumamoto, SBS in der Präfektur Shizuoka, RSK in den Präfekturen Okayama und Kagawa, HBC in der Präfektur Hokkaidō und CBC im Großraum um die Stadt Nagoya.
Neben der Übertragung von Basquash! im japanischen Fernsehen wurde die Serie auch ab dem 1. Mai 2009 auf dem Kanal von Kadokawa Shoten auf YouTube in japanischer Originalfassung als kostenloser Stream angeboten.

## Manga
Schon seit Januar 2009 sollte Tetsuya Hayashi an einer Manga-Adaption von Basquash! für das Magazin Shōnen Ace arbeiten, dessen erstes Kapitel in der März-Ausgabe publiziert wurde.
Ein weiterer Ableger mit dem Titel Basquash! Eclipse Stage soll mit der Mai-Ausgabe des Magazins Comp Ace folgen, das wie Shonen Ace ebenfalls von Kadokawa Shoten veröffentlicht wird. Gezeichnet werden soll der Manga von Kagemaru.